# Grafschaft Bar-sur-Seine
Die Grafschaft Bar-sur-Seine umfasste die Gemeinde Bar-sur-Seine im heutigen Département Aube. Die Grafen von Bar-sur-Seine waren Vasallen der Herzöge von Burgund.

## Haus Woevre
- ???-??? Rudolf I.
- ???-??? Rudolf II. Sohn
- ???-981 Rudolf III. Sohn
- 981-997 Rainald I. Bruder

## Haus Tonnerre
- 997-1039 Rainald II. verheiratet mit Ervise, Tochter Rudolfs III. (als Rainald I., Graf von Tonnerre)
- 1039-1046 Milon I. Bruder, verheiratet mit Azéka, Tochter Rudolfs III. (als Milon IV., Graf von Tonnerre)
- 1046-1065 Hugo Rainald Sohn (Graf von Tonnerre, Bischof von Langres)

## Haus Brienne
- 1084-1090 Walter I., Graf von Brienne und Schwager von Hugo Rainald
- 1065-1126 Milon II. Sohn
- 1125-1146 Guido Sohn
- 1146-1151 Milon III. Sohn
- 1151-1159 Theobald Bruder
- 1159-???? Pétronille Tochter Milons III.

## Haus Le Puiset
- ????-1189 Hugo (IV.) von Le Puiset Ehemann von Pétronille (Vizegraf von Chartres)
- 1189-1219 Milon IV. Sohn

Nachdem Graf Milons Sohn und Erbe, Walter, am 30. Juli 1219 bei der Belagerung von Damiette gefallen war, ernannte er seine Schwester, Margarethe, und seine Nichte, Laurence de Sennecy, zu seinen gleichberechtigten Erben. Graf Milon fiel am 17. oder 18. Oktober desselben Jahres, ebenfalls vor Damiette. Die zwei Erben verkauften 1220 ihren jeweiligen Anteil an Bar-sur-Seine dem Grafen von Champagne. Zusammen mit dieser wurde Bar-sur-Seine 1284 mit der französischen Krondomäne vereint.

## Haus Valois-Angoulême
- Jeanne Bâtarde d’Angoulême, † nach 1531, 1522 Comtesse de Bar-sur-Seine; ⚭ Jean V. de Longwy, † 1520/21, Seigneur de Givry, Baron de Pagny et Mirebeau (Haus Chaussin)
- Jacquette de Longwy, deren Tochter, † 1561, Comtesse de Bar-sur-Seine; ⚭ 1538 Louis III. de Bourbon, duc de Montpensier, † 1582 (Bourbonen) – die Großeltern von Wilhelm von Oranien